# Łysica Nowa
Łysica Nowa (biał. Новая Лысіца; ros. Новая Лысица) – wieś na Białorusi, w obwodzie mińskim, w rejonie nieświeskim, w sielsowiecie Horodziej.

## Historia
W dwudziestoleciu międzywojennym leżała w Polsce, w województwie nowogródzkim, w powiecie nieświeskim, w gminie Horodziej. W 1921 miejscowość liczyła 212 mieszkańców, zamieszkałych w 34 budynkach, wyłącznie Białorusinów. 192 mieszkańców było wyznania prawosławnego i 20 rzymskokatolickiego.
Po II wojnie światowej w granicach Związku Sowieckiego. Od 1991 w niepodległej Białorusi.